# Трахиліни
Трахиліни — один з двох підкласів гідроїдних, об'єднує гідромедуз середнього або дрібного розміру. Виділений Ернстом Генріхом Геккелем у 1879 році на основі, в основному, спільних особливостей ембріологічного розвитку та наявності статоцистів (органів рівноваги), що розвиваються частково з епітелію травної порожнини. Для життєвого циклу характерна сильно редукована полипова стадія, або відсутність цієї стадії взагалі. Підклас має поліфелітичне походження.